# Pogo stick

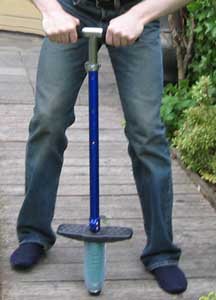
Un adult que aguanta un Pogo Pal.

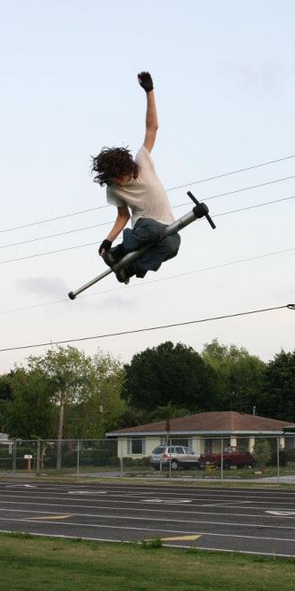
Exhibició amb els actuals Pogos d'alt rendiment que permet l'esport "Xpogo"

Un pogo stick o pal pogo és un dispositiu per saltar del terra en una posició dreta, a través de l'ajut d'una molla, o altres tecnologies noves, sovint utilitzat com a joguina, equipament d'exercici o instrument d'esports extrems. Va ser usat evolucionant a un esport extrem anomenat extrem pogo o "Xpogo".
La construcció tradicional consisteix a dues peces cilíndriques de material resistent, com ara aliatges d'acer. De les dues peces, hi ha una que és buida en la seva secció. Normalment el cilindre buit és el superior, on hi ha un mànec per subjectar l'estri. A dintre del cilindre buit hi ha un cilindre massís. Aquest segon cilindre encaixa a l'interior de manera que pot pujar i baixar. El moviment lliure és limitat per una potent molla que uneix els dos cilindres. A la part inferior del cilindre buit hi ha uns reposapeus.
El saltador col·loca els seus peus en els suports mentre va flexionant els genolls i acompanyant el mànec amb els canells. La intensitat de l'esforç muscular afegeix o resta energia en la molla. Quan la molla és a compressió plena, l'usuari és elevat per l'extensió de la molla, el qual és llançat cap amunt a l'aire. Aquest procés és repetit per mantenir un bot periòdic.
El pogo saltarí pot ser dirigit per desplaçament del propi pes des de la línia central de l'eina en la direcció horitzontal desitjada produint així locomoció horitzontal.

## Inventors
Unes xanques amb molles de compressió en cada peu van ser patentades en 1891 per George H. Herrington de Wichita, Kansas, EUA "per saltar alçades i distàncies grans". Aquest fou un antecedent del pal pogo pal així com de les modernes xanques de molles.
El modern pal pogo va ser inventat per Max Pohlig i Ernst Gottschall, d'Alemanya. Una patent alemanya va ser registrada en Hanover en març de 1920 per un dispositiu que van anomenar "xanca saltadora d'extrem amb molla". És acceptat que les dues lletres del començament en els cognoms d'aquests homes va originar la paraula "pogo".
El disseny de pal pogo de manillar per dues mans va ser patentat per George B. Hansburg en 1957. Hansburg Va descriure els orígens del nom Pogo en una història d'una jove noia birmana amb el abans esmentat el pare de la qual hi havia creat una versió basta del dispositiu de manera que la filla podria viatjar al temple local per practicar oracions. Un disseny més primerenc amb un sol mànec vertical va ser patentat el 1955, va plantejar un risc per a la barbeta de l'usuari. Millores més tardanes al pal pogo han estat fetes, incloent el Vurtego, Flybar, BowGo, i l'Up Wing, els quals permeten operadors per saltar molt més alt que amb una molla espiral de reacció simple. Revoltes cap enrere i altres volantins són ara possible damunt d'alguns d'aquests pals més nous, els quals han contribuït al creixement del nou esport d'Extrem Pogo ("Xpogo").
Malgrat totes les millores o els tipus diferents que són fabricats, la idea bàsica de disseny d'una persona muntada en un ressort mecànic resta la mateixa.

## Popularitat
La popularitat del pal pogo fluctuat amb els anys, però va augmentar significativament en els setanta als Estats Units a causa d'un pla de màrqueting de l'immigrant italo-irlandès Ryne Recchia. El pla de màrqueting aconseguí que el públic general admirés el disseny únic i la versatilitat del pal pogo. Hi ha hagut espectacles amb protagonistes en pogo pals, casaments amb nuvis saltant, competicions de salt, i rècords mundials aconseguits i trencats nombroses vegades (Actualment 20 hores i 13 minuts seguits saltant).
En el primers 1990s, el pal pogo es va presentar destacadament en els jocs inicipients per PC, 'Commander Keen', l'acció en dues dimensions és singularment realçada per les habilitats del titular en el pogo pal.
Avui, l'estic pogo està guanyant popularitat a través de la invenció de pogos per practicar les modalitats d'Xpogo.

## Xpogo

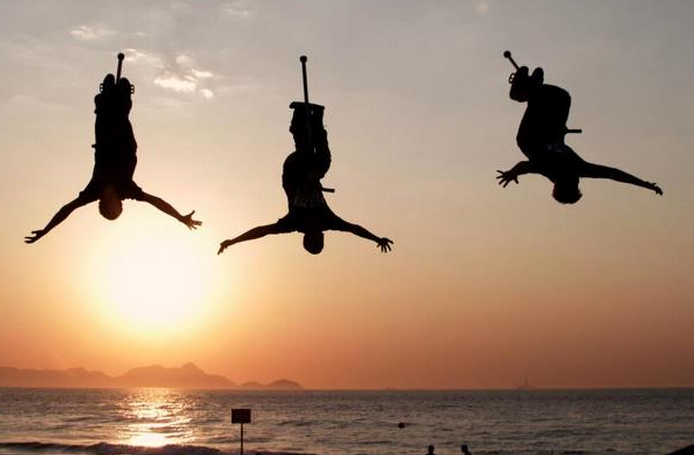
Tombarelles cap enrere sense mans, amb ajuda de pals de pogo extrem en Rio de Janeiro, Brasil

Animació de com un pal pogo es mou.

Extrem Pogo, o Xpogo, és un esport d'acció que implica muntar i aconseguir salts malabars en pals de pogo extrem. Dels volantins i cabrioles es valora la seva durada, el nombre de girs, l'alçada... Avui els pals Xpogo tenen un potencial per damunt de 3 metres d'alçada (mesurat del terra fins a la part baixa de la punta). El pogo extrem és un esport relativament nou i actualment està emergint en la cultura popular com evidencien el nombre creixent d'atletes Xpogo al voltant del món, l'increment de vendes de les empreses que venen aquest tipus de producte, la popularitat dels equips atlètics d'exhibició Xpogo, retroalimentació positiva i interès continuat en contingut Xpogo en llocs com YouTube, i l'eixamplament de l'abast dels Campionats Mundials anuals de Xpogo, Pogopalooza.